# Angereicherte Kategorie
In der Kategorientheorie ist der Begriff der angereicherten Kategorie eine Verallgemeinerung des Begriffs der lokal kleinen Kategorie.
In lokal kleinen Kategorien {\displaystyle {\mathcal {C}}} hat man zu je zwei Objekten {\displaystyle X,Y\in {\mathcal {C}}} eine Menge von Morphismen {\displaystyle {\mathcal {C}}(X,Y)}, also ein Objekt in {\displaystyle \mathbf {Set} }.
Die Grundidee angereicherter Kategorien ist nun, dass statt {\displaystyle \mathbf {Set} } auch andere Kategorien für die Morphismenmengen verwendet werden können sollen.
Zum Beispiel ist es manchmal nützlich, die Morphismenmengen als topologische Räume, also als Objekte in TOP zu betrachten. Allgemein können beliebige monoidale Kategorien zur Definition angereicherter Kategorien verwendet werden.

## Definition
{\displaystyle {\mathcal {V}}} sei eine monoidale Kategorie, deren monoidale Struktur durch {\displaystyle I\in {\mathcal {V}},\otimes \colon {\mathcal {V}}\times {\mathcal {V}}\to {\mathcal {V}}}
und die Pfeilfamilien
{\displaystyle \alpha _{A,B,C}\colon (A\otimes B)\otimes C{\stackrel {\cong }{\longrightarrow }}A\otimes (B\otimes C)},
{\displaystyle \lambda _{A}\colon I\otimes A{\stackrel {\cong }{\longrightarrow }}A},
{\displaystyle \rho _{A}\colon A\otimes I{\stackrel {\cong }{\longrightarrow }}A} gegeben ist.
Eine über {\displaystyle {\mathcal {V}}} angereicherte Kategorie, bzw. {\displaystyle {\mathcal {V}}}-Kategorie, {\displaystyle {\mathcal {C}}} hat nun
- Objekte {\displaystyle X,Y,Z,\dotsc \in {\mathcal {C}}},
- für je zwei Objekte {\displaystyle X,Y\in {\mathcal {C}}} ein Objekt {\displaystyle {\mathcal {C}}(X,Y)\in {\mathcal {V}}}, das als Morphismenmenge dient,
- für jedes Objekt {\displaystyle X\in {\mathcal {C}}} einen Pfeil {\displaystyle i_{X}\colon I\to {\mathcal {C}}(X,X)} in {\displaystyle {\mathcal {V}}}, der als Darstellung des Identitätspfeils in {\displaystyle {\mathcal {C}}} gedacht ist, und
- für je drei Objekte {\displaystyle X,Y,Z\in {\mathcal {C}}} einen Pfeil {\displaystyle c_{X,Y,Z}\colon {\mathcal {C}}(Y,Z)\otimes {\mathcal {C}}(X,Y)\to {\mathcal {C}}(X,Z)} in {\displaystyle {\mathcal {V}}}, der für die Darstellung der Komposition in {\displaystyle {\mathcal {C}}} gedacht ist.

(Indizes an {\displaystyle \alpha ,\lambda ,\rho ,i,c,\mathrm {id} } werden im Folgenden weggelassen, wenn es der Lesbarkeit dient.)
Für alle passenden Indizes hat dabei zu gelten:
- {\displaystyle c\circ (i\otimes \mathrm {id} )=\lambda },
- {\displaystyle c\circ (\mathrm {id} \otimes i)=\rho },
- {\displaystyle c\circ (c\otimes \mathrm {id} )=c\circ (\mathrm {id} \otimes c)\circ \alpha }.

## Beispiele und Spezialfälle
- Gewöhnliche lokal kleine Kategorien sind {\displaystyle \mathbf {Set} }-Kategorien, wobei die monoidale Struktur auf {\displaystyle \mathbf {Set} } durch das kartesische Produkt gegeben ist.
- Präadditive Kategorien sind {\displaystyle \mathbf {Ab} }-Kategorien, wobei {\displaystyle \mathbf {Ab} } die Kategorie der abelschen Gruppen ist, mit dem Tensorprodukt abelscher Gruppen als monoidale Struktur.
- Die Kategorie {\displaystyle \mathbf {2} :=\{0\to 1\}} mit zwei Objekten und genau einem Pfeil, der kein Identitätspfeil ist, hat alle endlichen Produkte. {\displaystyle \mathbf {2} }-Kategorien sind Quasiordnungen.
- Die partielle Ordnung {\displaystyle (\mathbb {R} ^{+},\geq )} der nichtnegativen reellen Zahlen wird mit der Addition oder der Maximumsbildung zu einer monoidalen Kategorie {\displaystyle \mathbb {R} _{+}^{+}} bzw. {\displaystyle \mathbb {R} _{\max }^{+}}. {\displaystyle \mathbb {R} _{+}^{+}}-Kategorien sind dann verallgemeinerte metrische Räume und {\displaystyle \mathbb {R} _{\max }^{+}}-Kategorien sind verallgemeinerte ultrametrische Räume. Die Symmetrie der Abstandsfunktion, sowie die Eigenschaft, dass Punkte mit dem Abstand {\displaystyle 0} identisch sein müssen, werden dabei nicht gefordert.
- Für manche {\displaystyle {\mathcal {V}}} ist {\displaystyle {\mathcal {V}}} selbst eine {\displaystyle {\mathcal {V}}}-Kategorie, oder kann als solche aufgefasst werden. Beispielsweise ist dies der Fall für die Kategorie der abelschen Gruppen, deren Morphismen mit der punktweisen Addition abelsche Gruppen sind, oder für die Kategorie der topologischen Räume, deren Morphismen mit der Kompakt-Offen-Topologie topologische Räume sind. Solche {\displaystyle {\mathcal {V}}} heißen monoidal abgeschlossen. Wenn die monoidale Struktur die des kartesischen Produkts ist, ist {\displaystyle {\mathcal {V}}} kartesisch abgeschlossen.
- Zu einer {\displaystyle {\mathcal {V}}}-Kategorie {\displaystyle {\mathcal {C}}} mit genau einem Objekt {\displaystyle *} gibt es genau ein Morphismenobjekt {\displaystyle {\mathcal {C}}(*,*)}. Dieses ist ein Monoid-Objekt in {\displaystyle {\mathcal {V}}}.

## Weitere Definitionen

### V-Funktoren
{\displaystyle {\mathcal {C,D}}} seien {\displaystyle {\mathcal {V}}}-Kategorien mit {\displaystyle i,c} bzw. {\displaystyle j,d} als Identitäten und Kompositionen. Ein {\displaystyle {\mathcal {V}}}-Funktor {\displaystyle F\colon {\mathcal {C}}\to {\mathcal {D}}} besteht aus
- einer Objektabbildung {\displaystyle F\colon X\mapsto FX}, die jedem Objekt von {\displaystyle {\mathcal {C}}} ein Objekt von {\displaystyle {\mathcal {D}}} zuordnet, und
- einer Familie von Pfeilen {\displaystyle F_{X,Y}\colon {\mathcal {C}}(X,Y)\to {\mathcal {D}}(FX,FY)} in {\displaystyle {\mathcal {V}}}.

Unter Weglassung der Indizes an {\displaystyle F} hat hierbei zu gelten:
- {\displaystyle F\circ i=j},
- {\displaystyle d\circ (F\otimes F)=F\circ c}.

### Natürliche Transformationen
{\displaystyle {\mathcal {C,D}}} seien {\displaystyle {\mathcal {V}}}-Kategorien mit {\displaystyle i,c} bzw. {\displaystyle j,d} als Identitäten und Kompositionen.
{\displaystyle F,G\colon {\mathcal {C}}\to {\mathcal {D}}} seien {\displaystyle {\mathcal {V}}}-Funktoren.
Die gewöhnliche Definition natürlicher Transformationen kann an {\displaystyle {\mathcal {V}}}-Kategorien angepasst werden.
Eine natürliche Transformation {\displaystyle \psi \colon F\to G}
muss für jedes Objekt {\displaystyle X\in {\mathcal {C}}} einen {\displaystyle {\mathcal {V}}}-Pfeil {\displaystyle \psi _{X}\colon I\to {\mathcal {D}}(FX,GX)} festlegen, der die
{\displaystyle X}-Komponente von {\displaystyle \psi } darstellt. Es muss dann für alle {\displaystyle X,Y\in {\mathcal {C}}}
{\displaystyle d\circ \psi _{X}\circ \rho ^{-1}\circ G=d\circ \psi _{Y}\circ \lambda ^{-1}\circ F\colon {\mathcal {C}}(X,Y)\to {\mathcal {D}}(FX,GY)}
gelten.
Ebenfalls möglich ist die Definition eines Objekts der natürlichen Transformationen {\displaystyle F\to G}. Dies ist ein Objekt in {\displaystyle {\mathcal {V}}}, nämlich das Ende
{\displaystyle E:=\int _{X\in {\mathcal {C}}}{\mathcal {D}}(FX,GX)}.
"Elemente" von {\displaystyle E}, also Pfeile {\displaystyle I\to E}, stellen dann natürliche Transformationen dar und ergeben per Komposition mit den Projektionen von {\displaystyle E} deren Komponenten.